# Шпак, Пётр Савельевич
Пётр Савельевич Шпак (15 июня 1915, Черкасская область — 10 апреля 1977) — советский военнослужащий, участник Великой Отечественной войны, Герой Советского Союза, стрелок 729-го стрелкового полка, красноармеец.

## Биография
Родился 2 июня 1915 года в селе Горобиевка ныне Каневского района Черкасской области. Украинец. Окончил 7 классов. Работал в колхозе.
В Красной Армии с 1938 года. На фронте в Великую Отечественную войну с июня 1941 года. Сражался в составе войск Калининского и 1-го Прибалтийского фронтов.
Стрелок 729-го стрелкового полка красноармеец Шпак отличился в боях за освобождение Прибалтики.
Перед полком командованием была поставлена задача преодолеть реку Лиелупе, захватить плацдарм и обеспечить успешное форсирование реки основными силами войск. Противники прочно закрепились на левом берегу, на возвышенностях среди болот построили доты и дзоты, сосредоточили большое количество живой силы и техники.
Красноармеец Шпак в составе взвода разведки на небольшом плоту 14 сентября 1944 года незаметно переправился через реку в районе города Бауска и занял оборону на песчаных возвышенностях. После того, как сапёры сделали проходы в минных полях, ворвался во вражескую траншею. Уничтожил нескольких противников. Пробрался к дзоту и забросал его гранатами. Когда погиб командир взвода, Шпак заменил его, поднял взвод в атаку. Продолжая преследовать отступающего противника, взвод не дал ему закрепиться в промежуточной траншее и на его плечах ворвался во вторую линию обороны. В этом бою разведчики уничтожили до роты противников, захватили две автомашины с боеприпасами, два противотанковых орудия, пять пулемётов и более двухсот автоматов и винтовок.
Когда противник решил отбить высоту, взвод под командованием П. С. Шпака отбил все его попытки. За это время через реку переправились основные силы полка. Полк отбросил противника на несколько километров и значительно расширил плацдарм. В последние минуты боя красноармеец Шпак был тяжело ранен и отправлен в госпиталь.
Указом Президиума Верховного Совета СССР от 24 марта 1945 года за мужество, отвагу и героизм, , красноармейцу Шпак Петру Савельевичу присвоено звание Героя Советского Союза с вручением ордена Ленина и медали «Золотая Звезда».
После излечения в госпитале, был направлен в 51-ю гвардейскую стрелковую дивизию. В ноябре 1945 года старший сержант Шпак демобилизован. Возвратился на родину. Работал в Таганчанской детской колонии воспитателем.
Умер 10 апреля 1977 года. Похоронен в селе Таганча.

## Награды
Награждён орденом Ленина, медалями.

## Память
Имя П. С. Шпака высечено на памятном знаке Героям-землякам в Каневе.